# Kirchenkreis An Oder und Spree
Kirchenkreis An Oder und Spree – ewangelicki okręg kościelny (dekanat), który powstał w 1998 z 10 samodzielnych gmin miasta Frankfurt nad Odrą.

## Podległość administracji kościelnej
Kościelny urząd administracyjny (Kirchliches Verwaltungsamt) we Frankfurcie nad Odrą wykonuje wszystkie zadania administracyjne gmin kościelnych z okręgu Kirchenkreis An Oder und Spree, ale również:
- Kirchenkreis Fürstenwalde-Strausberg,
- Kirchenkreis Oderbruch[1].

## Opis
Dzisiaj w jego skład wchodzi 20 gmin kościelnych. Superintendentem jest Christoph Bruckhoff.
Siedziba superintendenta mieści się przy Steingasse 1A we Frankfurcie nad Odrą (dzielnica Gubener Vorstadt). Okręg kościelny należy do diecezji Chociebuż (Sprengel Cottbus) Ewangelickiego Kościoła Berlin-Brandenburgia-śląskie Górne Łużyce (Evangelische Kirche Berlin-Brandenburg-schlesische Oberlausitz).

## Gminy w składzie okręgu
- Diakonissenmutterhaus Lutherstift
- Ev. Kirchengemeinde Biegen-Jacobsdorf
- Ev. Kirchengemeinde Frankfurt (Oder)
- Ev. Kirchengemeinde Friedland-Niewisch
- Ev. Kirchengemeinde Krügersdorf-Grunow
- Ev. Kirchengemeinde Lieberose und Land
- Ev. Kirchengemeinde Müllrose
- Ev. Kirchengemeinde Tauche
- Ev. Stadt- und Landkirchengemeinde Beeskow
- Ev. Kirchengemeinde Brieskow-Finkenheerd-Groß Lindow
- Ev. Kirchengemeinde Buckow
- Ev. Kirchengemeinde Glienicke
- Ev. Kirchengemeinde Möbiskruge
- Ev. Kirchengemeinde Ziltendorf-Wiesenau
- Friedenskirchengemeinde Eisenhüttenstadt
- Fünfeichen
- Lebus
- Neuzelle
- Nikolaikirchengemeinde Eisenhüttenstadt
- Wellmitz-Ratzdorf